# Jacques Delécluse
Jacques Delécluse (* Béthune 15 de septiembre de 1933 – 29 de octubre de 2015) fue un percusionista y compositor francés. Hijo del clarinetista Ulysse Delécluse, fue miembro de la Orquesta de París y profesor del Conservatorio de París. 

## Obras
Test-claire;
12 études para caja orquestal; 
Keiskleiriana 1 (13 études para caja orquestal);  
Keiskleiriana 2 (12 études para caja orquestal); 
30 études para timpani; 
20 études para xilófono; 
20 études para xilófono sobre Kreutzer; 
Le Tambourin de Rameu, arreglado para xilófono, vibráfono, marimba, tambourine y timpani; 
Étude sobre Czerny, arreglado para 2 xilófonos, 1 vibráfono, y 4 timpani; 
Desafío, para timpani acompañado por piano.
Falleció en 2015.

## Discografía
- Quintuple, with works by Nguyễn Thiên Đạo and Marius Constant. EMI France LP